# Southern League Cup 1940-1941
Navigation
Édition suivante
L'édition 1940-1941 de la Southern League Cup est la première édition de cette compétition créée pendant la Seconde Guerre mondiale pour compenser l'arrêt des compétitions de la Scottish Football League.
Elle met aux prises les 16 clubs membres de la Southern League dans une compétition commençant par une phase de poules (4 groupes de 4, le club terminant premier se qualifiant pour la suite de la compétition) et se poursuivant par des matches à élimination directe sur terrain neutre, à partir des demi-finales.

## Phase de poules

### Groupe A
| Rang | Équipe          | Pts | J | G | N | P | Bp | Bc | Diff |
| ---- | --------------- | --- | - | - | - | - | -- | -- | ---- |
| 1    | Celtic          | 8   | 6 | 4 | 0 | 2 | 13 | 12 | +1   |
| 2    | Partick Thistle | 7   | 6 | 3 | 1 | 2 | 15 | 12 | +3   |
| 3    | Motherwell      | 5   | 6 | 2 | 1 | 3 | 16 | 16 | 0    |
| 4    | Airdrieonians   | 4   | 6 | 2 | 0 | 4 | 11 | 15 | -4   |

### Groupe B
| Rang | Équipe              | Pts | J | G | N | P | Bp | Bc | Diff |
| ---- | ------------------- | --- | - | - | - | - | -- | -- | ---- |
| 1    | Saint Mirren        | 11  | 6 | 5 | 1 | 0 | 20 | 10 | +10  |
| 2    | Hamilton Academical | 8   | 6 | 3 | 2 | 1 | 16 | 13 | +3   |
| 3    | Albion Rovers       | 3   | 6 | 1 | 1 | 4 | 9  | 17 | -8   |
| 4    | Morton              | 2   | 6 | 1 | 0 | 5 | 12 | 17 | -5   |

### Groupe C
| Rang | Équipe       | Pts | J | G | N | P | Bp | Bc | Diff |
| ---- | ------------ | --- | - | - | - | - | -- | -- | ---- |
| 1    | Rangers      | 10  | 6 | 5 | 0 | 1 | 23 | 17 | +6   |
| 2    | Falkirk      | 7   | 6 | 3 | 1 | 2 | 9  | 10 | -1   |
| 3    | Dumbarton    | 4   | 6 | 2 | 0 | 4 | 11 | 19 | -8   |
| 4    | Third Lanark | 3   | 6 | 1 | 1 | 4 | 8  | 13 | -5   |

### Groupe D
| Rang | Équipe              | Pts | J | G | N | P | Bp | Bc | Diff |
| ---- | ------------------- | --- | - | - | - | - | -- | -- | ---- |
| 1    | Heart of Midlothian | 8   | 6 | 4 | 0 | 2 | 14 | 7  | +7   |
| 2    | Hibernian           | 7   | 6 | 3 | 1 | 2 | 15 | 15 | 0    |
| 3    | Clyde               | 5   | 6 | 2 | 1 | 3 | 12 | 14 | -2   |
| 4    | Queen's Park        | 4   | 6 | 1 | 2 | 3 | 4  | 9  | -5   |

## Phase à élimination directe

### Demi-finales
| Équipe 1            | Score | Équipe 2     | Stade                  |
| ------------------- | ----- | ------------ | ---------------------- |
| Heart of Midlothian | 2 – 0 | Celtic       | Easter Road, Édimbourg |
| Rangers             | 4 - 1 | Saint Mirren | Hampden Park, Glasgow  |

### Finale
| Date        | Équipe 1 | Score | Équipe 2            | Stade                 |
| ----------- | -------- | ----- | ------------------- | --------------------- |
| 10 mai 1941 | Rangers  | 1 – 1 | Heart of Midlothian | Hampden Park, Glasgow |

Match à rejouer
| Date        | Équipe 1 | Score | Équipe 2            | Stade                 |
| ----------- | -------- | ----- | ------------------- | --------------------- |
| 17 mai 1941 | Rangers  | 4 – 2 | Heart of Midlothian | Hampden Park, Glasgow |